# Schulter
Schulter és un poble dels Estats Units a l'estat d'Oklahoma. Segons el cens del 2000 tenia 600 habitants.

## Demografia
Segons el cens del 2000, Schulter tenia 600 habitants, 234 habitatges, i 169 famílies. La densitat de població era de 263,3 habitants per km².
Dels 234 habitatges en un 35% hi vivien nens de menys de 18 anys, en un 57,3% hi vivien parelles casades, en un 12% dones solteres, i en un 27,4% no eren unitats familiars. En el 24,8% dels habitatges hi vivien persones soles el 12,8% de les quals corresponia a persones de 65 anys o més que vivien soles. El nombre mitjà de persones vivint en cada habitatge era de 2,56 i el nombre mitjà de persones que vivien en cada família era de 3,04.
Per edats la població es repartia de la següent manera: un 26,8% tenia menys de 18 anys, un 8,5% entre 18 i 24, un 24,2% entre 25 i 44, un 27,7% de 45 a 60 i un 12,8% 65 anys o més.
L'edat mediana era de 39 anys. Per cada 100 dones de 18 o més anys hi havia 91,7 homes.
La renda mediana per habitatge era de 26.818 $ i la renda mediana per família de 35.500 $. Els homes tenien una renda mediana de 31.667 $ mentre que les dones 20.417 $. La renda per capita de la població era de 12.539 $. Entorn del 8,6% de les famílies i el 15,9% de la població estaven per davall del llindar de pobresa.

## Poblacions més properes
El següent diagrama mostra les poblacions més properes.